# Huw Price
Huw Price (né le 17 mai 1953) est un philosophe australien, titulaire de la chaire Bertrand Russell à la Faculté de Philosophie de Cambridge, et  Fellow du Trinity College de Cambridge.  Il est également l'un des trois fondateurs du Centre pour l'étude des risques existentiels.

## Travaux
Price est connu pour son travail en philosophie de la physique et pour ses versions du néopragmatisme (en)  et de l'anti-représentationalisme, selon lesquelles « toutes les assertions doivent être considérées du point de vue de leur fonction dans nos relations interpersonnelles, et non de leurs relations sémantiques. ».  Cette position a des affinités reconnues avec celle de Robert Brandom et, auparavant, de Wilfrid Sellars.
Il est élu Fellow de la Australian Academy of the Humanities (en) en 1994, et Fellow de la British Academy en 2012.

### Intelligence artificielle
Vers 2012, Price fonda le Centre pour l'étude des risques existentiels, affirmant que « cela semble une prédiction  raisonnable de dire qu'à un moment, ce siècle-ci ou le suivant, l'intelligence échappera aux contraintes de la biologie ». Price s'inquiète de ce que, les ordinateurs devenant plus intelligents que les humains, ces derniers pourraient un jour être détruits par « des machines non pas hostiles, mais simplement dont les intérêts ne prendraient pas en compte les nôtres », et il essaie de faire partager ses craintes à la  communauté scientifique,. En 2015, il a pris la direction du Leverhulme Centre for the Future of Intelligence, déclarant que « l'intelligence artificielle sera un des thèmes majeurs de notre siècle,  et pourtant nous avons à peine commencé à considérer ses  conséquences, bonnes ou mauvaises. ».

## Livres
- Facts and the Function of Truth (Blackwell 1988)
- Time's Arrow and Archimedes' Point: New Directions for the Physics of Time (Oxford University Press 1996)
- Naturalism without Mirrors (Oxford University Press 2011)
- Causation, Physics, and the Constitution of Reality: Russell's Republic Revisited ed. avec Richard Corry (Oxford University Press 2007)
- Expressivism, Pragmatism and Representationalism (Cambridge University Press 2013)